# Консерваторія Сан-П'єтро-Маелла
Консерваторія Сан-П'єтро-Маелла (італ. Conservatorio di San Pietro a Majella) — консерваторія у Неаполі, розташована в історичному центрі міста поблизу однойменної церкви.

## Історичні консерваторії

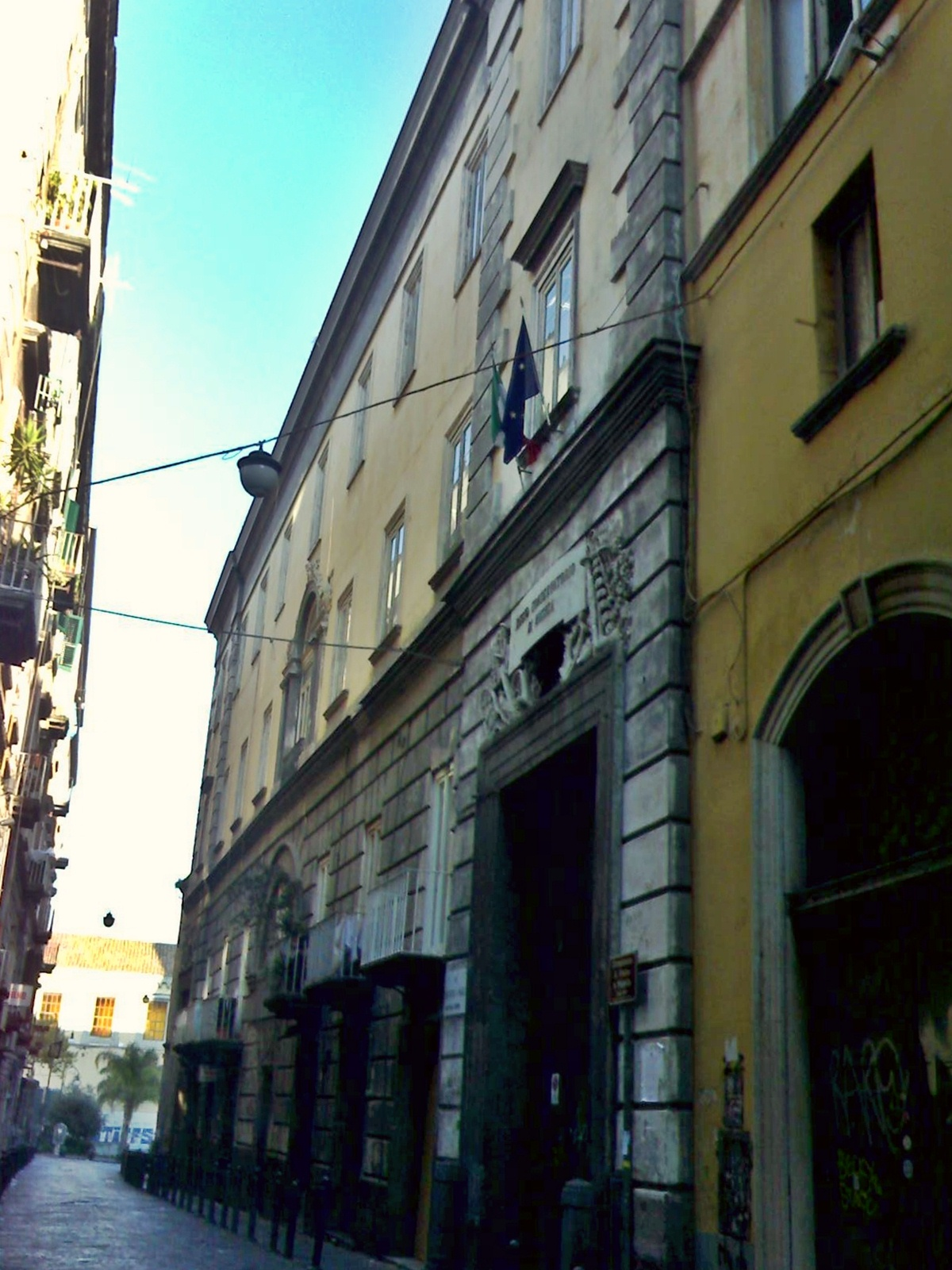
Будівля консерваторії

Перша консерваторія в Неаполі була відкрита 1537 року і мала назву Санта-Марія-ді-Лорето, серед вихованців якої були згодом Франческо Дуранте, Нікола Порпора і Доменіко Чімароза.
1578-го у виникла консерваторія Сант-Онофріо-а-Капуано, серед її вихованців — Нікколо Йоммеллі, Джованні Паїзієлло, Нікколо Піччіні і Антоніо Саккіна.
1583-го відкрито консерваторію П'єта-дей-Туркіні, де навчався, зокрема, Гаспаре Спонтіні.
Нарешті, у 1589 році було засновано консерваторію Повері-ді-Джезу-Крісто, яка дала освіту Алессандро Скарлатті і Джованні Баттіста Перголезі.

Протягом близько 200 років чотири неаполітанські консерваторії становили основу музичної освіти в Італії. Однак до кінця XVIII століття ситуація в музичному світі значно змінилася і зажадала реформ. У 1774 р. закрито консерваторію Повері-ді-Джезу-Крісто, у 1797 р. — консерваторію  Санта-Марія-де-Лорето, а 1808-го дві інші консерваторії були об'єднані указом Жозефа Бонапарта в Королівський музичний коледж (італ. Regio Collegio di Musica), який, своєю чергою, був у 1826 р. перетворений на нинішню Консерваторію Сан-П'єтро-Маелла. 